# برايان جونسون (لاعب كرة قدم أسترالية)
برايان جونسون (بالإنجليزية: Brian Johnson)‏ هو لاعب كرة قدم أسترالية أسترالي، ولد في 22 سبتمبر 1932، وتوفي في 4 مايو 2015.

## وصلات خارجية
- برايان جونسون على موقع AustralianFootball.com (الإنجليزية)
- برايان جونسون على موقع AFLtables.com (الإنجليزية)